# Đông Hiệp
Đông Hiệp là một xã thuộc thành phố Cần Thơ, Việt Nam.

## Địa lý
Xã Đông Hiệp có vị trí địa lý:
- Phía đông giáp xã Trường Thành
- Phía tây giáp xã Cờ Đỏ
- Phía nam giáp xã Đông Thuận và xã Thới Lai
- Phía bắc giáp xã Thới Hưng.

Xã Đông Hiệp có diện tích 46,25 km², dân số năm 2024 là 22.762 người, mật độ dân số đạt 492 người/km².

## Lịch sử
Ngày 20 tháng 9 năm 1975, Bộ Chính trị ban hành Nghị quyết số 245-NQ/TW về việc hợp nhất tỉnh Cần Thơ (ngoại trừ huyện Thốt Nốt), tỉnh Sóc Trăng, tỉnh Trà Vinh, tỉnh Vĩnh Long thành một tỉnh, tên gọi tỉnh mới cùng với nơi đặt tỉnh lỵ sẽ do địa phương đề nghị lên.
Ngày 20 tháng 12 năm 1975, Bộ Chính trị ban hành Nghị quyết số 19/NQ về việc hợp nhất tỉnh Cần Thơ (bao gồm cả huyện Thốt Nốt của tỉnh Long Xuyên), tỉnh Sóc Trăng thành một tỉnh mới, tên gọi tỉnh mới cùng với nơi đặt tỉnh lỵ sẽ do địa phương đề nghị lên.
Ngày 24 tháng 2 năm 1976, Chính phủ Cách mạng lâm thời Cộng hòa miền Nam Việt Nam ban hành Nghị định số 3/NQ/1976 về việc hợp nhất tỉnh Cần Thơ, tỉnh Sóc Trăng và thành phố Cần Thơ thành một tỉnh mới, lấy tên là tỉnh Hậu Giang.
Ngày 28 tháng 3 năm 1983, Hội đồng Bộ trưởng ban hành Quyết định số 21-HĐBT về việc:
- Thành lập xã Đông Hiệp thuộc huyện Ô Môn trên cơ sở ấp Thới Hiệp của xã Thới Đông và một phần của ấp Thới Hữu thuộc xã Thới Lai.
- Chia xã Trường Xuân thuộc huyện Ô Môn thành 5 xã: Trường Xuân, Xuân Bình, Xuân Đại, Xuân Mai, Xuân Thắng.

Ngày 16 tháng 9 năm 1989, Hội đồng Bộ trưởng ban hành Quyết định số 128-HĐBT về việc sáp nhập xã Xuân Đại thuộc huyện Ô Môn vào xã Xuân Thắng.
Ngày 21 tháng 12 năm 1991, Ban Tổ chức – Cán bộ của Chính phủ ban hành Quyết định về việc:
- Giải thể xã Đông Hiệp thuộc huyện Ô Môn để sáp nhập vào xã Thới Đông và xã Thới Lai.
- Sáp nhập xã Xuân Thắng thuộc huyện Ô Môn vào xã Thới Lai.

Ngày 26 tháng 12 năm 1991, Quốc hội ban hành Nghị quyết về việc chia tỉnh Hậu Giang thành tỉnh Cần Thơ và tỉnh Sóc Trăng.
Ngày 12 tháng 5 năm 2003, Chính phủ ban hành Nghị định số 48/2003/NĐ-CP về việc thành lập xã Xuân Thắng thuộc huyện Ô Môn trên cơ sở 1.207,7 ha diện tích tự nhiên và 7.645 nhân khẩu của xã Thới Lai.
Ngày 26 tháng 11 năm 2003, Quốc hội ban hành Nghị quyết số 22/2003/QH11 về việc chia tỉnh Cần Thơ thành thành phố Cần Thơ trực thuộc trung ương và tỉnh Hậu Giang.
Ngày 2 tháng 1 năm 2004, Chính phủ ban hành Nghị định số 05/2004/NĐ-CP về việc:
- Thành lập huyện Cờ Đỏ thuộc thành phố Cần Thơ.
- Chuyển xã Đông Hiệp và xã Xuân Thắng thuộc huyện Ô Môn về huyện Cờ Đỏ mới thành lập quản lý.

Ngày 23 tháng 12 năm 2008, Chính phủ ban hành Nghị định số 12/NĐ-CP về việc:
- Thành lập xã Đông Thắng thuộc huyện Cờ Đỏ trên cơ sở điều chỉnh 1.501,82 ha diện tích tự nhiên và 5.128 nhân khẩu của xã Đông Hiệp.
- Thành lập huyện Thới Lai thuộc thành phố Cần Thơ.
- Chuyển xã Xuân Thắng thuộc huyện Cờ Đỏ về huyện Thới Lai mới thành lập quản lý.

Sau khi điều chỉnh địa giới hành chính, xã Đông Hiệp còn lại 1.642,66 ha diện tích tự nhiên và 6.288 nhân khẩu.
Ngày 12 tháng 6 năm 2025, Quốc hội ban hành Nghị quyết số 202/2025/QH15 về việc sắp xếp đơn vị hành chính cấp tỉnh (nghị quyết có hiệu lực từ ngày 12 tháng 6 năm 2025). Theo đó, sáp nhập tỉnh Hậu Giang và tỉnh Sóc Trăng vào thành phố Cần Thơ.
Ngày 16 tháng 6 năm 2025:
- Quốc hội ban hành Nghị quyết số 203/2025/QH15[15] về việc Sửa đổi, bổ sung một số điều của Hiến pháp nước Cộng hòa xã hội chủ nghĩa Việt Nam. Theo đó, kết thúc hoạt động của đơn vị hành chính cấp huyện trong cả nước.
- Ủy ban Thường vụ Quốc hội ban hành Nghị quyết số 1668/NQ-UBTVQH15[16] về việc sắp xếp các đơn vị hành chính cấp xã của thành phố Cần Thơ năm 2025 (nghị quyết có hiệu lực từ ngày 16 tháng 6 năm 2025). Theo đó, thành lập xã Đông Hiệp thuộc thành phố Cần Thơ trên cơ sở toàn bộ 16,35 km² diện tích tự nhiên, quy mô dân số là 8.069 người của xã Đông Hiệp; toàn bộ 16,26 km² diện tích tự nhiên, quy mô dân số là 6.211 người của xã Đông Thắng thuộc huyện Cờ Đỏ và toàn bộ 13,64 km² diện tích tự nhiên, quy mô dân số là 8.482 người của xã Xuân Thắng thuộc huyện Thới Lai.

Xã Đông Hiệp có 46,25 km² diện tích tự nhiên và quy mô dân số là 22.762 người.